# Atenco
Atenco (náhuatl: Na margem d'água). É um dos 124 municípios do Estado do México, localizado na zona leste do Vale do México, faz parte da Área Metropolitana da Cidade do México. Cercada por outras cidades periféricas como Ecatepec, Texcoco e Nezahualcóyotl, é uma das áreas com menor desenvolvimento econômico da área metropolitana.
Em seu território se pretendeu construir o novo Aeroporto Internacional da Cidade do México, porém os habitantes o impediram mediante um movimento de resistência civil que obrigou ao governo federal a suspender definitivamente a construção.

## Geografia
O município se encontra na zona leste do Estado do México e faz limite com os municípios de Acolman, Tezoyuca, Texcoco, Chiautla, Chiconcuac e Ecatepec. Sua extensão é de 94.67 km² e seu território é praticamente plano, ao estar situado na antiga bacia do Lago de Texcoco. Os rios que cruzam seu território são o São Juão, Xalapango e Papalotlaque, que se encontram a maioria contaminados e sem correntes importantes. O clima do município é semiseco e em sua maioria temperado.

### Localidades
Para sua administração interior o município de Atenco se divide em 8 delegações integradas por um presidente, um secretário e um tesoureiro, cada uma dessas delegações tem sua sede nas seguintes populações:
| Localidade                    | Povoação |
| Total Município               | 58,942.  |
| San Salvador Atenco           | 14,995   |
| San Cristóbal Nexquipayac     | 6,091    |
| Nueva Santa Rosa              | 4,223    |
| Santa Isabel Ixtapan          | 4,125    |
| Granjas Ampliación Santa Rosa | 3,916    |
| Colonia el Salado             | 2,383    |
| Zapotlán                      | 2,268    |
| La Pastoría                   | 2,240    |
| Ejido la Magdalena Panoaya    | 2,240    |
| Colonia Francisco I. Madero   | 636      |

## Governo e administração

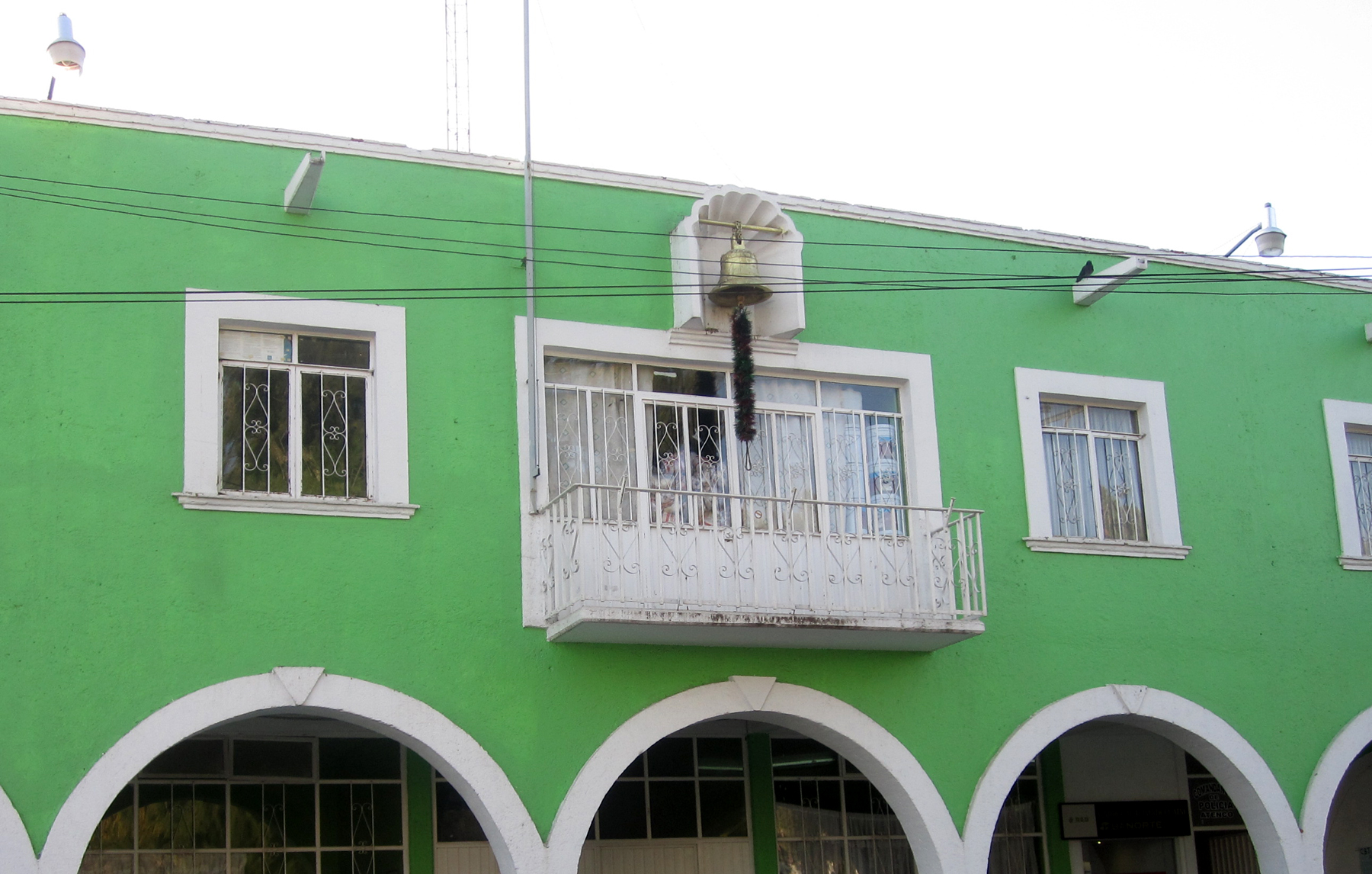
Ajuntamento de Atenco

A cabecera municipal ou a capital do município é a povoação de San Salvador Atenco, lugar onde governa a autoridade mais importante do município que es apresentado por o Ajuntamento.

### Representação legislativa
No âmbito da divisão geográfica em distritos eleitorais locais e federais para a representação legislativa, Atenco forma parte dos seguintes distritos:
- Local: XXIII Distrito Eleitoral Local do Estado do México com sede em Texcoco
- Federal: XII Distrito Eleitoral Federal do Estado do México com sede em Texcoco

### Prefeitos municipais
| Prefeito                     | Periodo   |
| ---------------------------- | --------- |
| Margarito Yáñez Ramos        | 2000-2003 |
| Pascual Pineda Sánchez       | 2003-2006 |
| Rufino Saul Nopaltitla Sales | 2006-2009 |
| Mario Ayala Pineda           | 2009-2012 |
| Idelfonso Silva Vega         | 2012-2015 |
| Andrés Ruiz Méndez           | 2015-2018 |